# Галогеноалкани
Галоге́ноалка́ни, алкі́лгалогені́ди — органічні сполуки, що є результатом заміщення атомів водню у молекулах алканів (насичених вуглеводнів) на атоми галогенів — фтор, хлор, бром, йод.
Галогеноалкани широко використовуються як розчинники, холодоагенти (технічна назва фреони). 

## Номенклатура
Згідно номенклатури органічних сполук IUPAC галогеноалкани іменуються за допомогою додавання до назви основного карбонового ланцюга префіксів фторо-, хлоро-, бромо-, йодо- із зазначанням місця їхнього розташування (локанту). Для позначення наявності кількох однакових галогенних замісників префікси доповнюють грецькими числівниковими приставками ди-, три-, тетра-. У випадку наявність кількох різних замісників вони перераховуються у назві сполуки за абеткою (не беручи до уваги можливу наявність числівників).

1-Фторопентан
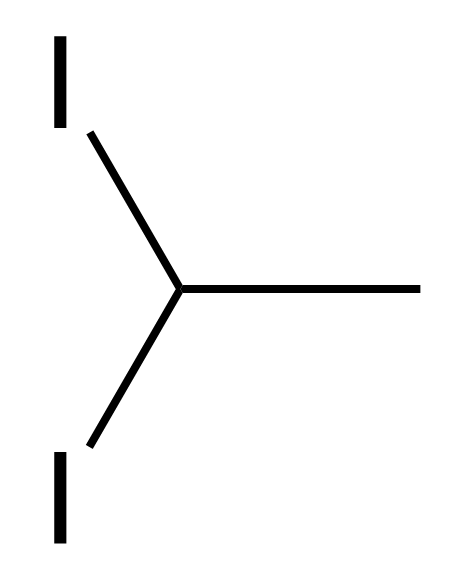
1,1-Дийодоетан
1,2-Дибромо-3-хлоропропан
2-Метил-1-хлоропропан

Альтернативна, радикально-замісникова номенклатура передбачає однослівний запис назви вуглеводневого радикала та галогеніду.

Метилйодид
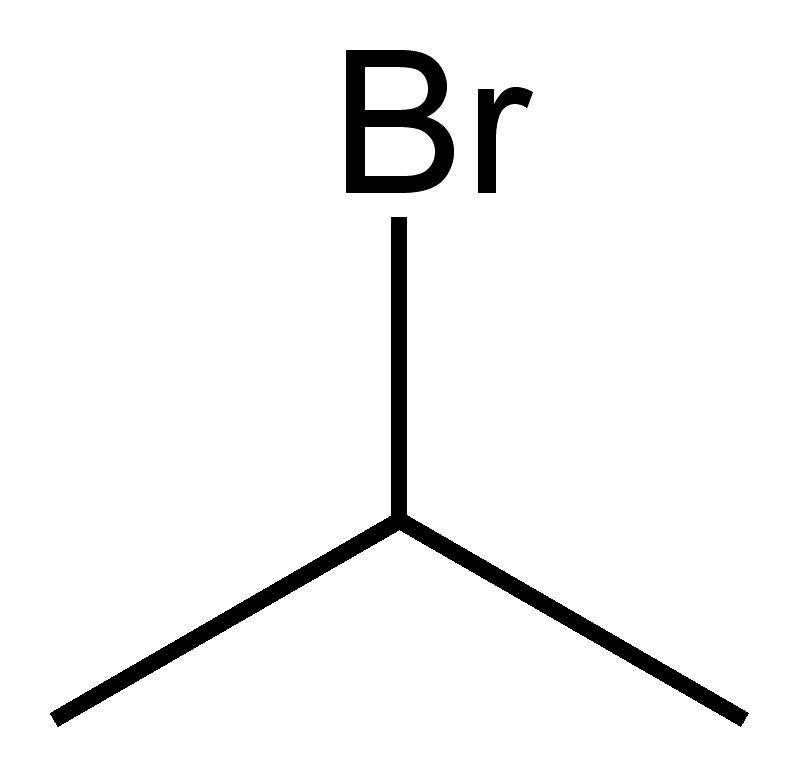
Ізопропілбромід
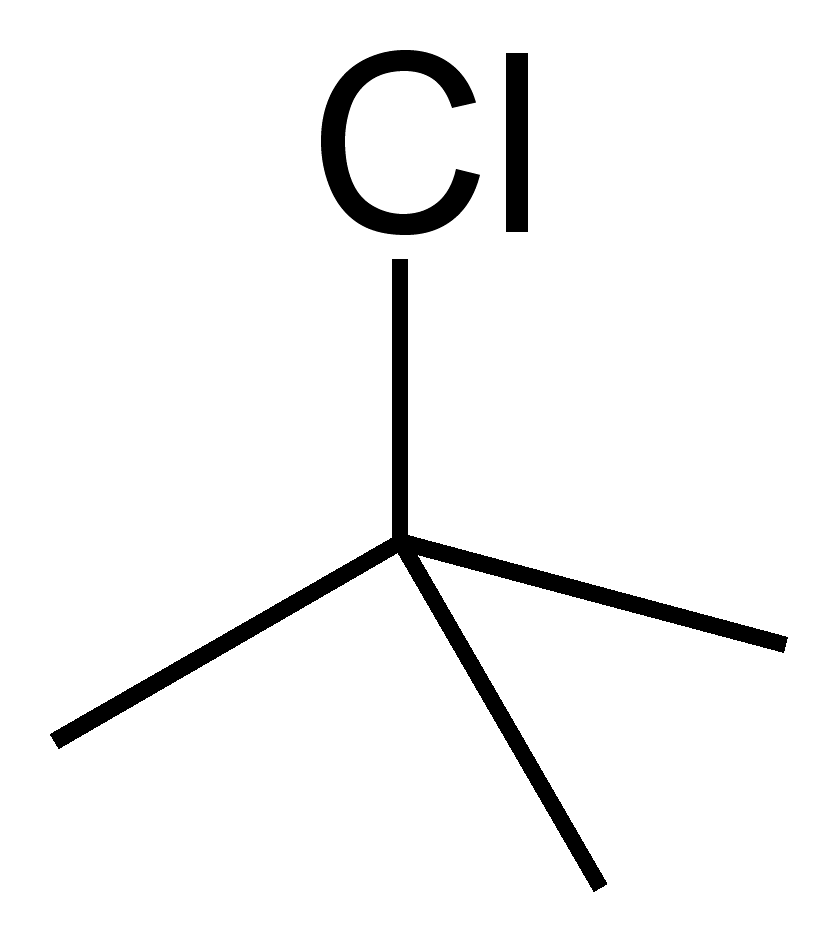
трет-Бутилхлорид

## Фізичні властивості
Галогенопохідні метану (окрім йодометану) є безбарвними газами, нижчі представники галогеноалканів — безбарвні рідини із солодкуватим запахом.
Попри те, що галогеноалкани є полярними сполуками, вони нерозчинні у воді — ймовірно через те, що не утворюють водневих зв'язків. Вони розчинні у більшості органічних розчинників, розчиняють жири.
|          | Алкан  | Галоген | Галоген | Галоген | Галоген |
| -------- | ------ | ------- | ------- | ------- | ------- |
| фтор     | Алкан  | хлор    | бром    | йод     |         |
| Етан     | 0,5446 | 0,7182  | 0,8902  | 1,4604  | 1,9357  |
| н-Пропан | 0,493  | 0,7596  | 0,8899  | 1,3537  | 1,7489  |
| н-Бутан  | 0,573  | 0,7789  | 0,8857  | 1,2758  | 1,6452  |
| н-Пентан | 0,6262 | 0,7907  | 0,8820  | 1,2182  | 1,5161  |
| н-Декан  | 0,7266 | 0,8194  | 0,8696  | 1,0702  | 1,2546  |

При введенні у молекули алканів атомів хлору, брому і йоду спостерігається зростання густини та температури кипіння, при чому ці значення збільшуються відповідно до атомного номера галогену — так, йодопохідні є значно важчими за інші аналоги. Так само ці значення збільшуються при введенні і кількох галогенів:
| Речовина          | CH3Cl | CH2Cl2 | CHCl3 | CCl4 |
| Темп. кипіння, °C | -24   | 40     | 61    | 77   |

На противагу цьому у фтороалканів дані тенденції мають слабковиражений характер або ж відсутні зовсім: наприклад, заміщення атомів Хлору на фтор у хлороалканах призводить до різкого падіння температури кипіння. Це явище пов'язують із їхніми надто слабкими міжмолекулярними взаємодіями.
| Речовина          | CH3F | CH2F2 | CHF3 | CF4  |
| Темп. кипіння, °C | -78  | -52   | -83  | -128 |

## Отримання

### З алканів
Фторування алканів фтором є надзвичано енергійним процесом і веде до повного заміщення атомів H, керування реакцією практично неможливе:
{\displaystyle \mathrm {C_{n}H_{2n+2}+(3n{+}1)F_{2}\longrightarrow nCF_{4}+(2n{+}2)HF} }
Можливе проведення фторування при пропусканні вихідних речовин над кобальтовим або срібним каталізатором (який згодом регенерують фтором):
{\displaystyle \mathrm {Alk{-}H+2CoF_{3}\longrightarrow Alk{-}F+HF+2CoF_{2}} }
{\displaystyle \mathrm {2CoF_{2}+F_{2}\longrightarrow 2CoF_{3}} }
Хлорування і бромування алканів є доцільним лише для нижчих представників. Воно проходить за радикальним механізмом:
{\displaystyle \mathrm {Cl_{2}\longrightarrow 2Cl^{\bullet }} }
{\displaystyle \mathrm {Cl^{\bullet }+CH_{4}\longrightarrow CH_{3}^{\bullet }+HCl} }
{\displaystyle \mathrm {CH_{3}^{\bullet }+Cl_{2}\longrightarrow CH_{3}Cl+Cl^{\bullet }} }
Отримання йодоалканів прямим йодуванням неможливе. 

### Зі спиртів
Спирти легко взаємодіють із галогеноводнями, утворюючи відповідний галогеноалкан і воду:
{\displaystyle \mathrm {CH_{3}CH_{2}CH_{2}OH+HBr\longrightarrow CH_{3}CH_{2}CH_{2}Br+H_{2}O} }
Даний тип реакцій має значне поширення як у лабораторній практиці, так і у промислових масштабах. Однак він застосовується здебільшого для йодо- і бромопохідних, оскільки реакція із хлороводнем проходить доволі важко, а із фтороводнем не відбувається взагалі. 

### Із ненасичених вуглеводів
Синтез галогенопохідних можливий шляхом приєднання галогеноводнів за ненасиченими зв'язками:
{\displaystyle \mathrm {CH_{2}{=}CH_{2}+HCl\longrightarrow CH_{3}{-}CH_{2}Cl} }
Реакційна здатність галогеноводнів знижується у ряді HI > HBr > HCl > HF.
Для отримання дизаміщених сполук проводиться реакція безпосереднього приєднання галогенів до алкенів або галогеноводнів до алкінів:
{\displaystyle \mathrm {CH_{3}CH{=}CHCH_{3}+Br_{2}\longrightarrow CH_{3}CHBr{-}CHBrCH_{3}} }
{\displaystyle \mathrm {CH_{3}C{\equiv }CCH_{3}+2HCl\longrightarrow CH_{3}CH_{2}{-}CCl_{2}CH_{3}} }
Тетрагалогеніди отримують з алкінів:
{\displaystyle \mathrm {CH_{3}C{\equiv }CCH_{3}+2Br_{2}{\xrightarrow {[CCl_{4}]}}CH_{3}CBr_{2}{-}CBr_{2}CH_{3}} }

### З карбонільних сполук
Гемінальні дигалогенопохідні отримують при обробці кетонів та альдегідів галогенідами фосфору або сірки (PBr3, SF4, SOCl2):
{\displaystyle \mathrm {(CH_{3})_{2}C{=}O+SF_{3}\longrightarrow \ (CH_{3})_{2}CF_{2}+SOF_{2}} }
{\displaystyle \mathrm {CH_{3}CHO+SOCl_{2}\longrightarrow CH_{3}CHCl_{2}+SO_{2}} }

### Реакції обміну
Оскільки фторопохідні важко отримати безпосередньо, їх синтезують з інших галогеноалканів реакцією обміну:
{\displaystyle \mathrm {Alk{-}I+AgF\longrightarrow Alk{-}F+AgI} }
{\displaystyle \mathrm {2CH_{3}Cl+Hg_{2}F_{2}\longrightarrow 2CH_{3}F+Hg_{2}Cl_{2}} }
{\displaystyle \mathrm {CCl_{4}+SbF_{3}\longrightarrow CClF_{3}+SbCl_{3}} }
Реакцією обміну можна отримувати йодопохідні:
{\displaystyle \mathrm {Alk{-}Cl+NaI\longrightarrow Alk{-}I+NaCl} }

## Хімічні властивості
Хімічні властивості галогеноалканів більшою мірою визначаються полярністю зв'язку вуглець—галоген, яка знижується зі зниженням атомного номера галогену.
Для цього класу сполук характерними є реакції нуклеофільного заміщення. Вони протікають із легким заміщенням атома галогену, що дає змогу приєднувати до алкільної частини найрізноманітніші функціональні групи:
{\displaystyle \mathrm {C_{2}H_{5}Br+C_{2}H_{5}ONa\ {\xrightarrow {75^{o}C}}\ (C_{2}H_{5})_{2}O+NaBr} }
{\displaystyle \mathrm {C_{4}H_{9}Br+NaSH\longrightarrow C_{4}H_{9}SH+NaBr} }
{\displaystyle \mathrm {C_{8}H_{17}Br+AgNO_{2}\longrightarrow C_{8}H_{17}NO_{2}+AgBr} } (у діетиловому етері)
{\displaystyle \mathrm {C_{2}H_{5}Br+NH_{3}\longrightarrow C_{2}H_{5}NH_{3}^{+}Br^{-}} }
Галогеноалкани беруть участь у реакціях елімінування. Наприклад, при обробці трет-бутилброміду лугами відбувається дегідрогалогенування:
{\displaystyle \mathrm {(CH_{3})_{2}CBr{-}CH_{3}+NaOH\longrightarrow (CH_{3})_{2}C{=}CH_{2}} }
За реакцією Вюрца вони є основою для подовження карбонових ланцюгів:
{\displaystyle \mathrm {2C_{3}H_{7}Cl+2Na\longrightarrow C_{3}H_{7}{-}C_{3}H_{7}+2NaCl} }